# Ayrshirerosor
Ayrshirerosor (Rosa Arvensis-gruppen), en grupp rosor som alla har sitt ursprung i fältrosen. Den kan vara urvalformer eller hybrider. De är alla stora klätterrosor som vanligen blommar en gång på sommaren. De hör till den typ av rosor som i England kallas för ramblers.
Sorterna är vanligen uppkomna i Europa.
Sorterna är vanligen lättodlade och sjukdomsfria.
Några odlade sorter i gruppen är:
- 'Alice Gray'
- 'Angle'
- 'Ayrshire Elegans'
- Ayrshire Queen'
- 'Bennett's Seedling'
- 'Düsterlohe'
- 'Ruga'
- 'Splendens'
- 'Venusta Pendula'
- 'Ännchen von Tharau' (Geschwind 1886)

## Galleri

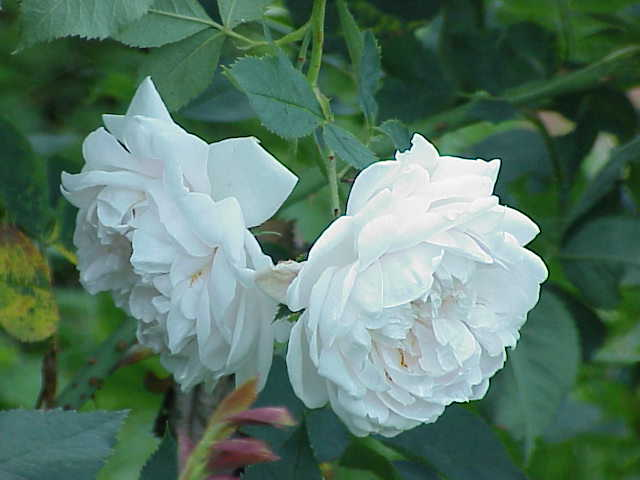
'Aennchen von Tharau'
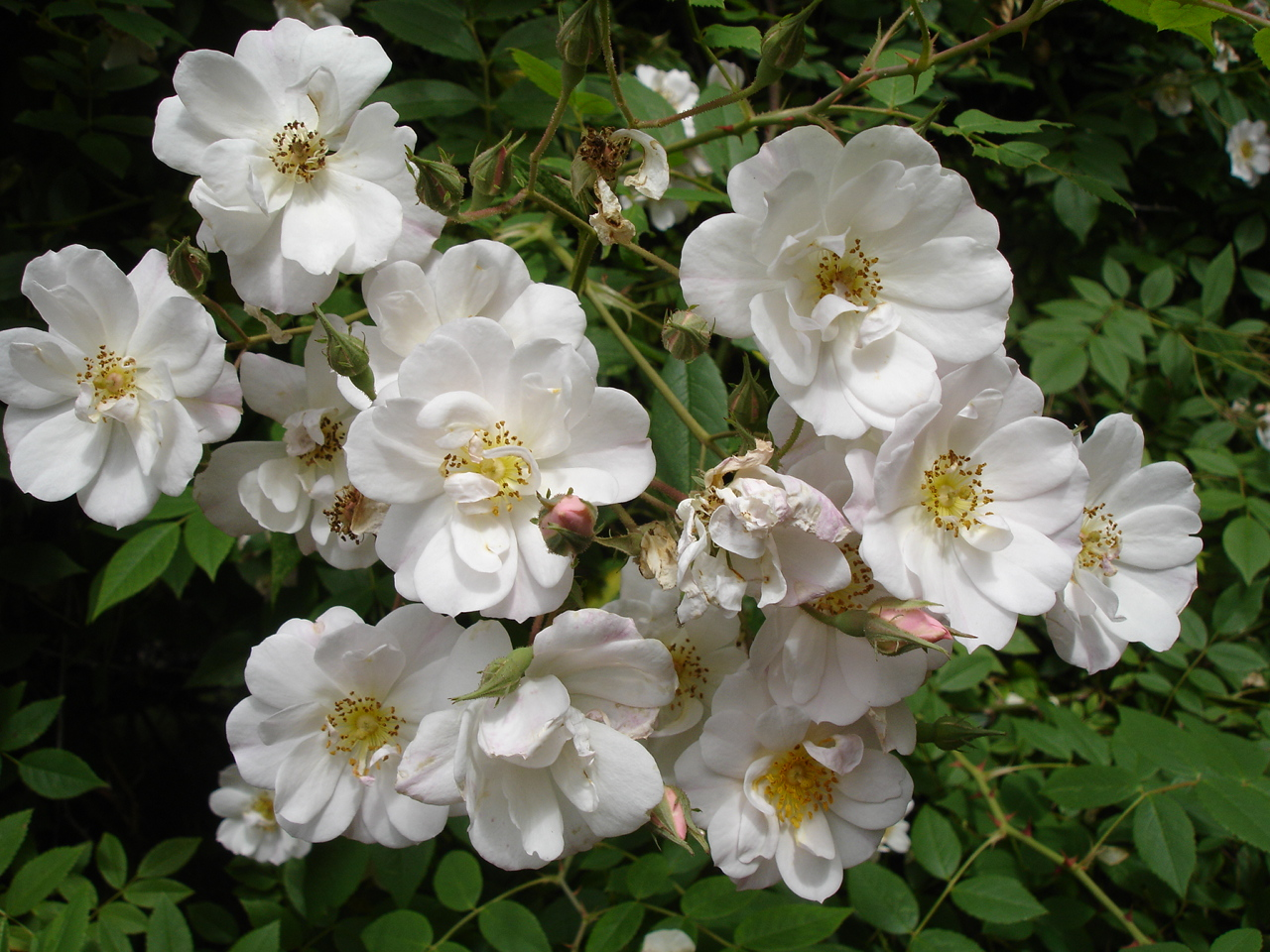
'Bennett's Seedling'
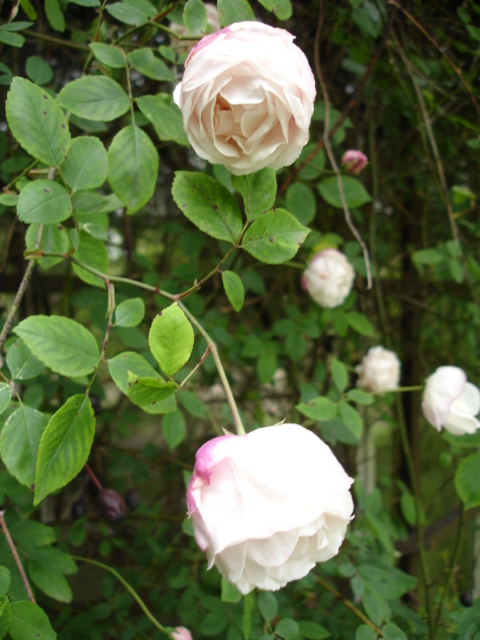
'Splendens'